# Lập kế hoạch hợp tác, dự báo và bổ sung
Lập kế hoạch hợp tác, dự báo và bổ sung (CPFR), nhãn hiệu của GS1 US, là một khái niệm nhằm tăng cường tích hợp chuỗi cung ứng bằng cách hỗ trợ và hỗ trợ các hoạt động chung.  CPFR tìm cách quản lý hợp tác hàng tồn kho thông qua khả năng hiển thị chung và bổ sung các sản phẩm trong toàn bộ chuỗi cung ứng.  Thông tin được chia sẻ giữa các nhà cung cấp và nhà bán lẻ hỗ trợ lập kế hoạch và đáp ứng nhu cầu của khách hàng thông qua một hệ thống hỗ trợ thông tin được chia sẻ.  Điều này cho phép cập nhật liên tục hàng tồn kho và các yêu cầu sắp tới, làm cho quá trình chuỗi cung ứng đầu cuối hiệu quả hơn.  Hiệu quả được tạo ra thông qua việc giảm chi tiêu cho việc buôn bán, hàng tồn kho, hậu cần và vận chuyển trên tất cả các đối tác thương mại.